# Segment sphérique
Ne doit pas être confondu avec Zone sphérique.

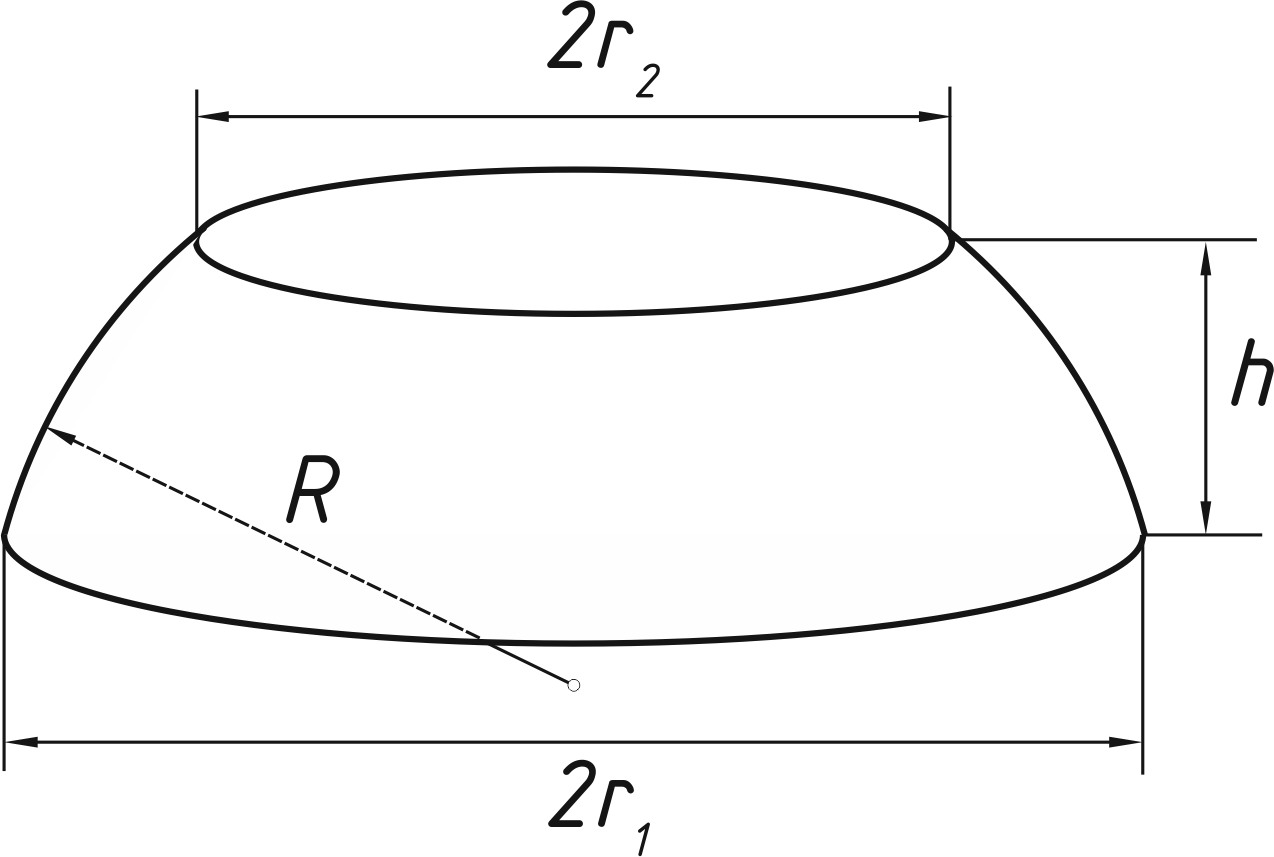
Un segment sphérique

En géométrie, un segment sphérique est le solide défini en coupant une boule  avec une paire de plans parallèles.
La surface du segment sphérique à l'exclusion des bases est appelée zone sphérique. Le segment sphérique est donc la partie de l’espace limitée par une zone sphérique et deux disques.
Si le rayon de la sphère est appelé R, les rayons des bases des segments sphériques sont r1 et r2 et la hauteur du segment sphérique (la distance d'un plan parallèle à l'autre) appelée h, alors le volume du segment sphérique est :
{\displaystyle V={\frac {\pi h}{6}}\left(3r_{1}^{2}+3r_{2}^{2}+h^{2}\right).}
Lorsqu'un des plans est tangent à la sphère, on parle de segment sphérique à une base. La surface du segment sphérique à une base à l'exclusion de la base est appelée calotte sphérique. Le segment sphérique à une base est donc la partie de l’espace limitée par une calotte sphérique et un disque.
Le volume du segment sphérique à une base est alors :
{\displaystyle V={\frac {\pi h}{6}}\left(3r_{1}^{2}+h^{2}\right).}